# Marie Gallaud
Pour les articles homonymes, voir Gallaud.
Pour les articles ayant des titres homophones, voir Gallo, Gallot, Galo et Galop.
Marie Stéphanie Gallaud de la Pérouse, ou plus simplement Marie Gallaud, née le 19 mars 1867 à Paris 18e et morte le 22 décembre 1945 à Neuilly-sur-Seine, est une écrivaine, sculptrice, conférencière, photographe et exploratrice française.

## Biographie
Marie Gallaud est la fille de Charles Gallaud, haut fonctionnaire des chemins de fer puis ingénieur de la ville de Paris, et de Julie-Adèle Damoiseau. Elle est aussi la sœur d'Alphonse Gallaud, dit Zo d'Axa, et la grand-tante de Béatrice Arnac.
Infirmière de formation, elle se lance peu à peu dans la sculpture. Elle commence à exposer ses œuvres au salon de Paris à partir de 1890. Elle expose assez régulièrement à Paris, notamment chez Barbedienne. Les principaux sujets de ses œuvres sont des figurines et des bustes de personnages bretons pour lesquels elle remporte un certain succès. Elle est lauréate du prix de sculpture de l'Union des femmes peintres et sculpteurs en 1926.
Elle voyage de longues années autour du monde en passant par le Sri Lanka, l'Inde, la Chine, l'Indochine, le Japon, Hawaï, les côtes américaines et enfin les Antilles. Elle sera l'une des rares femmes à pouvoir visiter le Tibet, alors interdit, habillée en homme et accompagnée d'un sherpa.
À son retour en 1929, elle consigne ses impressions et ses souvenirs, en s'intéressant plus particulièrement aux religions des pays traversés, dans deux ouvrages principaux, Ceylan-Bouddhisme et La vie du Bouddha et les doctrines bouddhiques, agrémentés de photographies prises par elle-même lors de son long périple. La même année, elle obtient le prix d'Académie, décerné par l'Académie française, pour Ceylan. Bouddhisme, dans lequel elle indique en introduction qu'elle a toujours voyagé plus en touriste qu'en exploratrice.
Pendant la Première guerre mondiale, elle s'engage comme infirmière à l'hôpital du Val de Grâce.

## Œuvres

### Sculptures
- Buste de Quimpéroise (bronze)
- Vieille Bretonne (plâtre), 1896.
- Cabeza de campesina (bronze),
- Tête de bretonne (bronze)
- Vieux vagabond (buste en bronze, musée de Grenoble)
- Deuil breton, plâtre, musée de l'Avallonnais Jean Després[8], (Salon 1909)

### Publications
- Ceylan-Bouddhisme, en cinq parties, Paris, impr. J. Dumoulin ; éditions Pierre Roger, 1926.
- La vie du Bouddha et les doctrines bouddhiques, avec vingt-quatre photogravures hors texte, Paris Maisonneuve, 1931.

## Galerie

Photographies de Marie Gallaud lors de son voyage en Extrême-Orient dans les années 1920
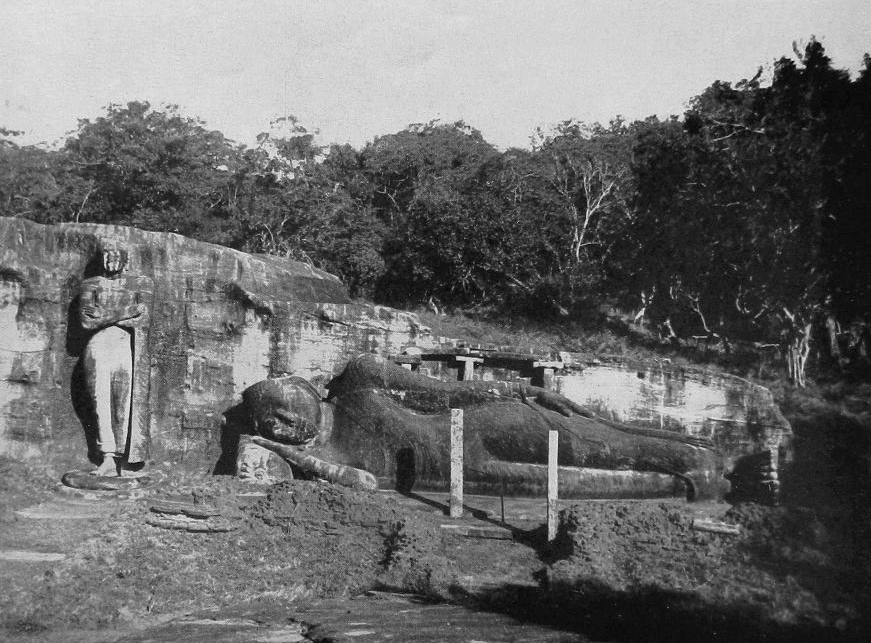
Ananda veillant sur le Bouddha mort.
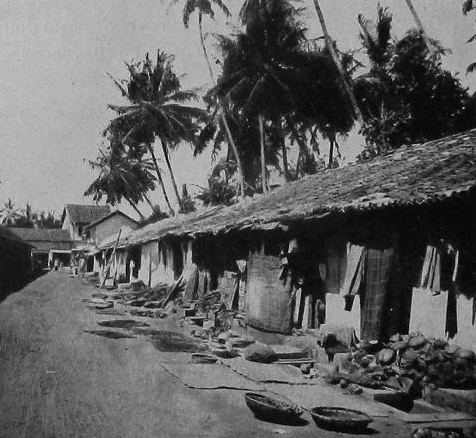
Village cinghalais.
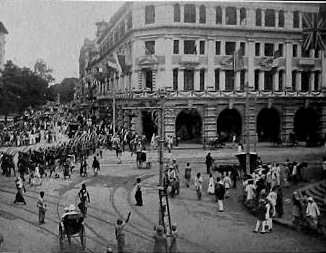
Colombo, quartier du Fort (en) (Sri Lanka).
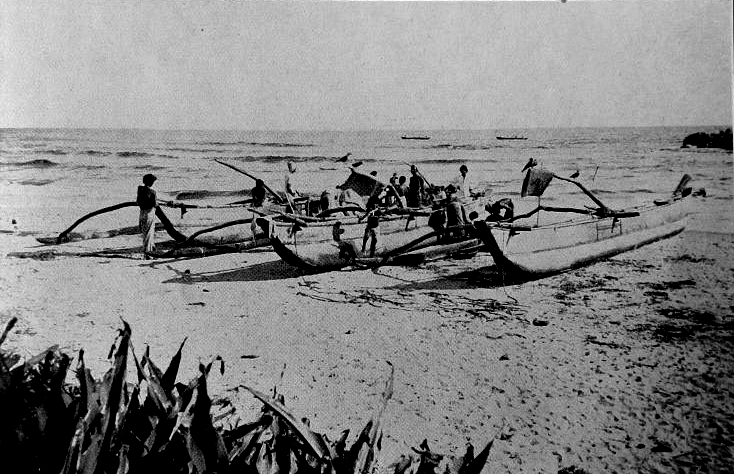
Barques de pêche au Sri Lanka.
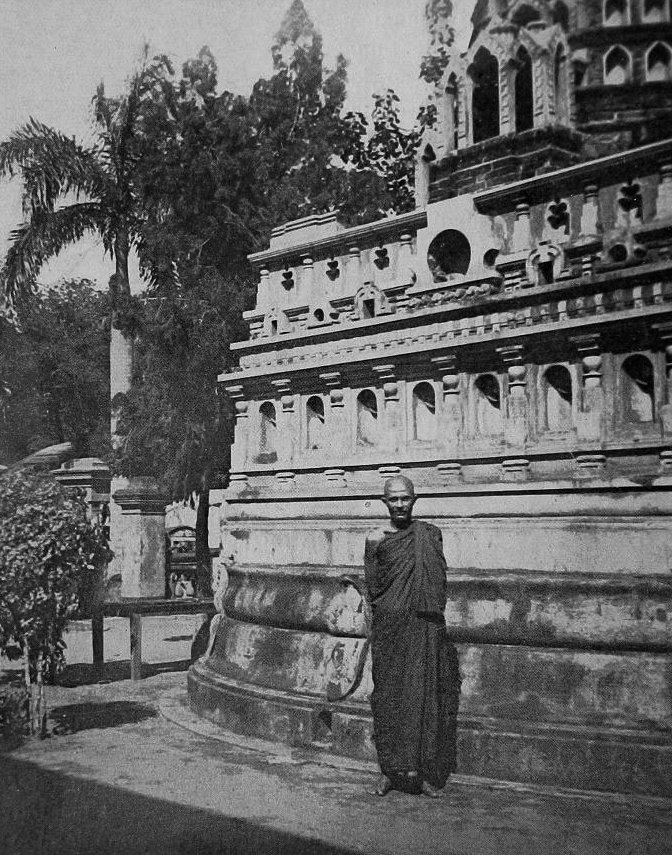
Moine bouddhiste dans un monastère des environs de Colombo (Sri Lanka).
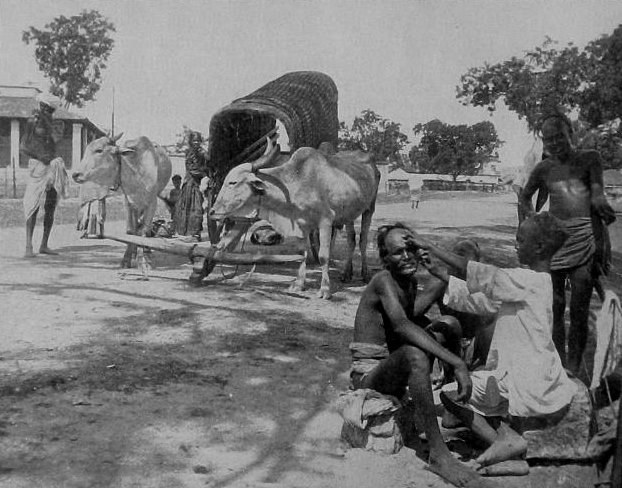
Jeune barbier rasant un charretier Tamoul.
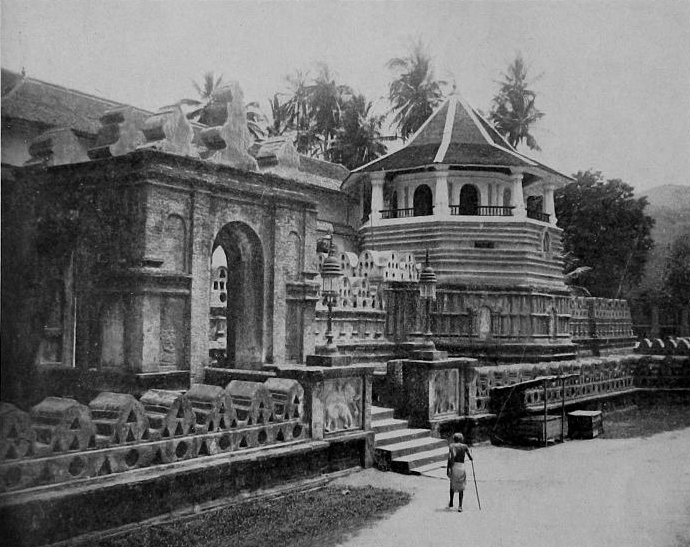
Façade du Dalada Maligava à Kandy (Sri Lanka).
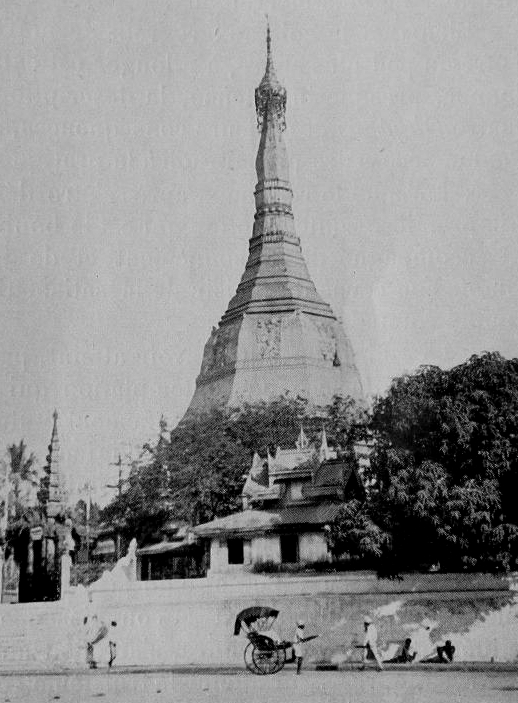
Forme la plus répandue des stûpas ou des chaityas élevés au centre des Pagodes en Birmanie.
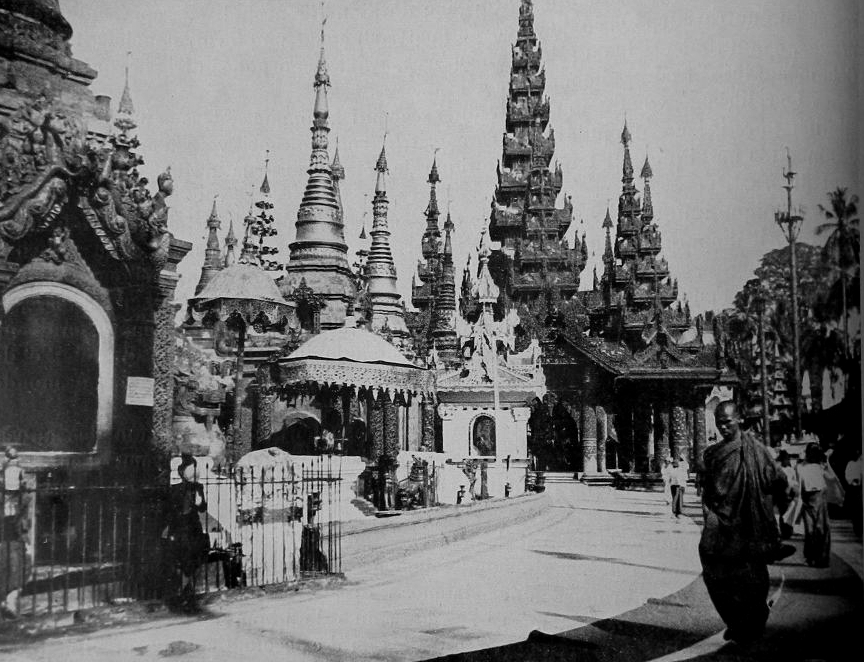
Intérieur de Pagode bouddhique à Mandalay (Birmanie). La superposition des toitures des chapelles imite la superposition de parasols stylisés des stûpas et des chaityas.
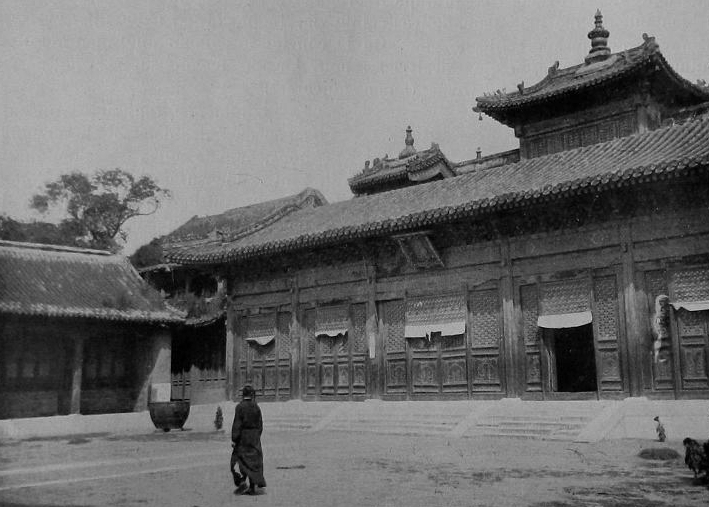
Yung-Ho-Kung. Temple d'un grand monastère de Lamas à Pékin.